# Уилкс, Дебби
Дебби Уилкс (англ. Debbi Wilkes; род. 16 декабря 1946 года, Торонто, Онтарио, Канада) — канадская фигуристка, в паре с партнёром Гаем Ревеллом двукратная чемпионка Канады, чемпионка Северной Америки 1963 года, серебряный призёр Олимпийских игр 1964 года. Впоследствии работала телекомментатором-аналитиком и тренером по фигурному катанию.

## Карьера
На коньки Дебби встала в возрасте пяти лет, а в 10 лет стала заниматься катанием в паре со своим первым партнёром.
В 1958 году она впервые встала в пару с Гаем Ревеллом, который был старше неё на 6 лет. Через год они дебютировали на первенстве Канады среди юниоров и, к удивлению многих специалистов, сумели стать чемпионами. Канадская федерация показала их мировой публике на чемпионате Северной Америке, они финишировали пятыми.
В следующий олимпийский сезон пара выступала на национальном чемпионате в Реджайне и заняла третье место, однако канадская федерация отправила на Олимпийские игры в Скво-Велли лишь две пары. В начале марта пришёлся и их дебют на домашнем мировом чемпионате в Ванкувере, где они оказались предпоследними. На следующий год они вновь выиграли бронзовые медали канадского чемпионата и выиграли бронзовые медали чемпионата Северной Америки. В этот сезон был отменён мировой чемпионат из-за гибели фигуристов США.
В 1962 году фигуристы в третий раз выиграли бронзовые медали национального чемпионата. В марте этого же года в Праге на мировом чемпионате канадская пара финишировала рядом с пьедесталом. На следующий год на национальном чемпионате в Эдмонтоне Уилкс и Ривелл впервые стали чемпионами страны. Через несколько недель в Ванкувере они выиграли чемпионат Северной Америке. На чемпионат мира в итальянский Кортина-д’Ампеццо фигуристы приехали одними из главных фаворитов. И тут произошла беда, позируя журналистам на тренировке, Ривелл упал и получил сотрясение мозга. Фигуристы были вынужденны сняться с главного старта сезона.
В олимпийский сезон фигуристы подтвердили своё преимущество над канадскими парами в Норт-Бее, стали двукратными чемпионами Канады. Через несколько дней они приняли участие в зимних Олимпийских играх в Инсбруке. В упорной борьбе они финишировали на третьем месте; однако через год с небольшим западногерманская пара была лишена серебряных медалей и они достались канадцам. Впоследствии МОК вернул немецким фигуристам серебро, но и канадцам его оставил. Через месяц в Дортмунде канадские фигуристы завоевали бронзовые медали мирового чемпионата.
Сразу по окончании мирового чемпионата Дебби Уилкс приняла решение завершить спортивную карьеру.

## Результаты
с Ревеллом
| Соревнования/Сезон                                   | 1959 | 1960 | 1961 | 1962 | 1963 | 1964 |
| ---------------------------------------------------- | ---- | ---- | ---- | ---- | ---- | ---- |
| Олимпийские игры                                     |      |      |      |      |      | 2    |
| Чемпионат мира                                       |      | 11   |      | 4    | WD   | 3    |
| Чемпионат Северной Америи                            | 5    |      | 3    |      | 1    |      |
| Чемпионат Канады                                     |      | 3    | 3    | 3    | 1    | 1    |
| Первенство Канады по фигурному катанию среди юниоров | 1    |      |      |      |      |      |